# سانتو أندريه (ساو باولو)
سانتو أندريه (بالبرتغالية: Santo André) هي بلدية برازيلية تقع في منطقة ساو باولو الحضرية. بلغ عدد سكانها 710,210 نسمة حسب تقديرات عام 2015، تبلغ مساحتها 175.8 كيلومتر مربع.
تحتل المرتبة الخامسة عشر ضمن أكثر مدن البلاد تقدمًا، وهي ثامن أكثر مدينة تقدمًا على مستوى ولاية ساو باولو وفقًا للأمم المتحدة. وتحتل المدينة المرتبة الخامسة ضمن أفضل المدن البرازيلية المناسبة لتنشأة الأطفال.

## نبذة تاريخية
كانت مستوطنة سانتو أندريه (التي أصبحت بلدةً في عام 1553) قد شهدت نموًا سريعًا بدءًا من ثلاثينات القرن العشرين. كانت تدعى بالأصل «ساو برناردو» بسبب وقوع مقرات بلدية المقاطعة في ساو برناردو دو كامبو (الآن هي مدينة قريبة).
أصبحت المدينة مقرًا لأسقفية سانتو أندريه الرومانية الكاثوليكية في عام 1954.
حظيت المدينة بتغطية الإعلام البرازيلي في عام 2002 عقب اغتيال عمدتها آنذاك سيلسو دانييل والتي ظلت جريمة قتله غير محلولة.

## الموقع
تشترك في الحدود مع:
- ساو باولو
- ساو برناردو دو كامبو.

## مدن توأم
المدن التوأم:
- سستو سان جوفاني.

## أعلام
- جير دا كوستا
- جوليانو تاديو أراندا
- جوزيه ألكسندر ألفيس ليندو
- جوني ألف
- لويس لومباردي نيتو
- نالدو سانتوس
- لياندرو فييرا